# Буди (Злотовський повіт)
Буди (пол. Budy, нім. Jagdhaus) — село в Польщі, у гміні Ястрове Злотовського повіту Великопольського воєводства.
Населення — 153 особи (2011).
У 1975—1998 роках село належало до Пільського воєводства.

## Демографія
Демографічна структура станом на 31 березня 2011 року:
|          | Загалом | Допрацездатний вік | Працездатний вік | Постпрацездатний вік |
| -------- | ------- | ------------------ | ---------------- | -------------------- |
| Чоловіки | 80      | 13                 | 61               | 6                    |
| Жінки    | 73      | 12                 | 41               | 20                   |
| Разом    | 153     | 25                 | 102              | 26                   |